# Evanescence
Evanescence es una banda estadounidense de rock fundada en Little Rock, Arkansas, en 1994 por la cantante, pianista y compositora Amy Lee y el guitarrista Ben Moody. Después de grabar dos EPs independientes, Evanescence EP y Sound Asleep, y luego su primer álbum demo, Origin, con su tercer integrante, el teclista David Hodges en 2000 con ayuda de la discográfica Bigwig Enterprises, la banda lanzó su primer álbum de estudio, Fallen, con la discográfica Wind-up Records en 2003. Fallen vendió más de 17 millones de copias en todo el mundo y la banda ganó dos premios Grammy. Un año más tarde, la banda lanzó su primer CD-DVD en vivo, Anywhere but Home, el cual vendió cerca de 1 millón de copias alrededor del mundo. En 2006, la banda lanzó su segundo álbum de estudio, The Open Door, que vendió más de 5 millones de copias. En octubre de 2011, fue lanzado el tercer álbum de estudio de la banda titulado Evanescence. En suma, la banda ha vendido cerca de 25 millones de copias alrededor del mundo.
Durante su trayectoria, la banda ha sufrido intermitentes conflictos y cambios de formación, como la partida del cofundador y guitarrista Ben Moody durante la gira europea en 2003 y, posteriormente, la expulsión del guitarrista John LeCompt y el baterista Rocky Gray en 2007. Como consecuencia de tales cambios, ninguno de los tres álbumes de estudio han sido producidos con los mismos miembros, teniendo así a Amy Lee como la única integrante que ha estado en la banda desde sus inicios. Desde el fin del tour para la promoción del álbum Evanescence en el año 2012, la banda permaneció inactiva hasta noviembre de 2015, mes en el que la banda participó en el Ozzfest y realizó tres conciertos previos a este en Estados Unidos. En agosto de 2015 Balsamo dejó la banda y fue reemplazado por Jen Majura. A fines de 2016, se realizaron giras adicionales de la banda y una declaración de Lee de que Evanescence continuaría. En marzo de 2017, Lee declaró que Evanescence estaba trabajando en un cuarto álbum que se lanzará más adelante en 2017. Synthesis se lanzó en todo el mundo el 10 de noviembre de 2017 y marcó un cambio estilístico en el sonido de la banda.

## Historia

### Formación (1994-2001)

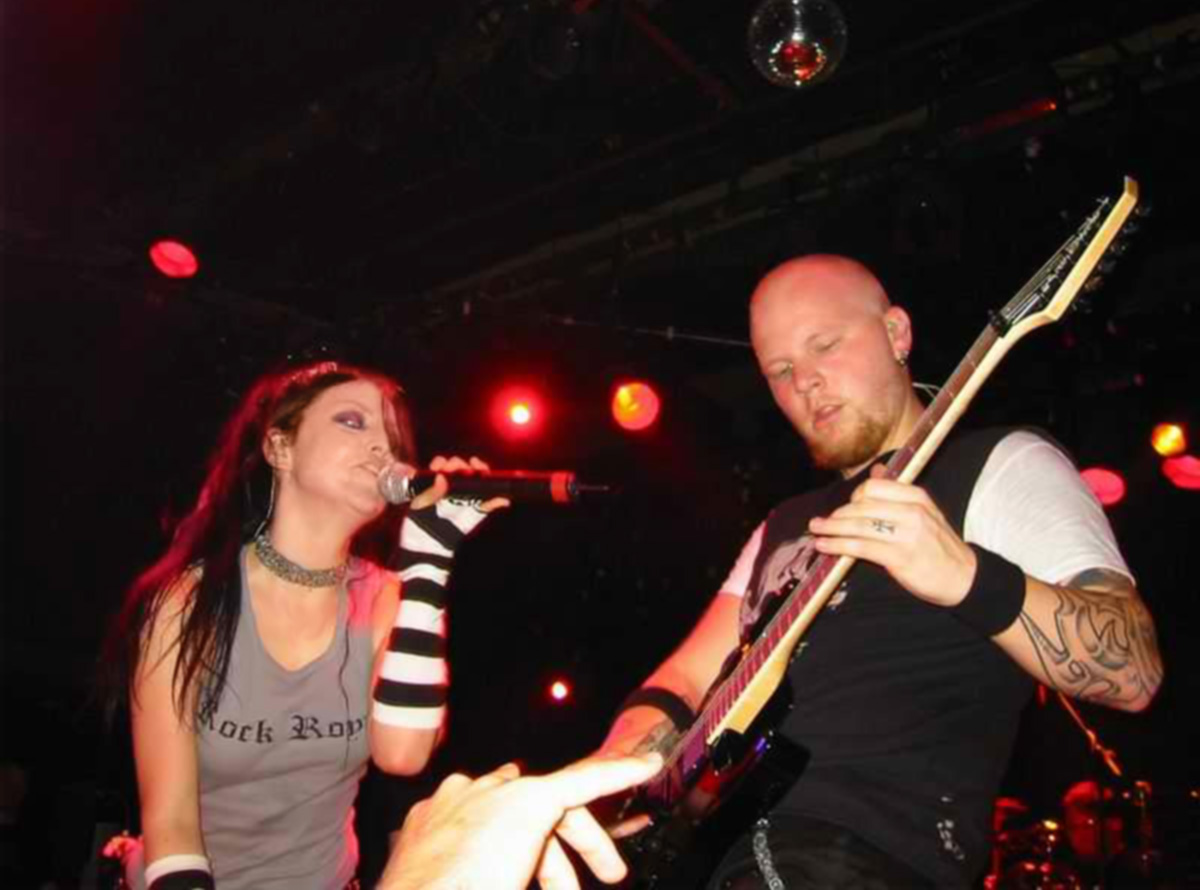
Evanescence tocando en Barcelona, en 2003 (Amy Lee junto a Ben Moody).

Evanescence fue fundada por la cantante, pianista y compositora Amy Lee y el exguitarrista y compositor principal Ben Moody. Los dos se conocieron en 1994 en un campamento juvenil cristiano en Little Rock, en donde Ben Moody escuchó a Amy Lee tocando «I'd Do Anything for Love (But I Won't Do That)» de Meat Loaf en el piano. El grupo ha utilizado nombres como «Childish Intentions» y «Stricken», hasta que Amy eligió la palabra «Evanescence». Bajo este nombre comenzaron a grabar en 1997 una canción llamada «Understanding», la primera de otras 8 canciones que formaron parte de su primer EP en 1998, Evanescence EP, del cual solo existen 100 copias originales. Un año más tarde, lanzaron otro EP llamado Sound Asleep (conocido también como Whisper EP), en el cual se incluía una nueva versión de «Understanding», además de la versión original de «Whisper». De este EP sólo se vendieron 50 copias originales en menos de 24 horas entre amigos y admiradores locales en Little Rock, según Bradley S. Caviness de Bigwig Enterprises.
En 1999, por iniciativa de Moody, se sumó al grupo el teclista David Hodges, quien hasta su salida del grupo colaboró junto a Lee y Moody en la composición de las canciones y participó en algunos temas como vocalista de fondo. La incorporación de David Hodges al grupo coincidió con el inicio de la grabación del tercer trabajo de la banda, Origin. Con 11 canciones y 2 outtakes, Origin fue lanzando al mercado el 4 de noviembre de 2000 con una pequeña edición de 2500 copias. En este disco se encuentran canciones como «My Immortal», «Whisper» e «Imaginary», las tres incluidas en Fallen, su primer álbum de estudio. De estas canciones, «My Immortal» fue la única que no sufrió inicialmente cambios en su producción; es decir, la versión de Origin y Fallen es la misma. Posteriormente, una versión remasterizada de «My Immortal» fue producida y utilizada para el video musical de este sencillo.

### Fallen(2002-2004)

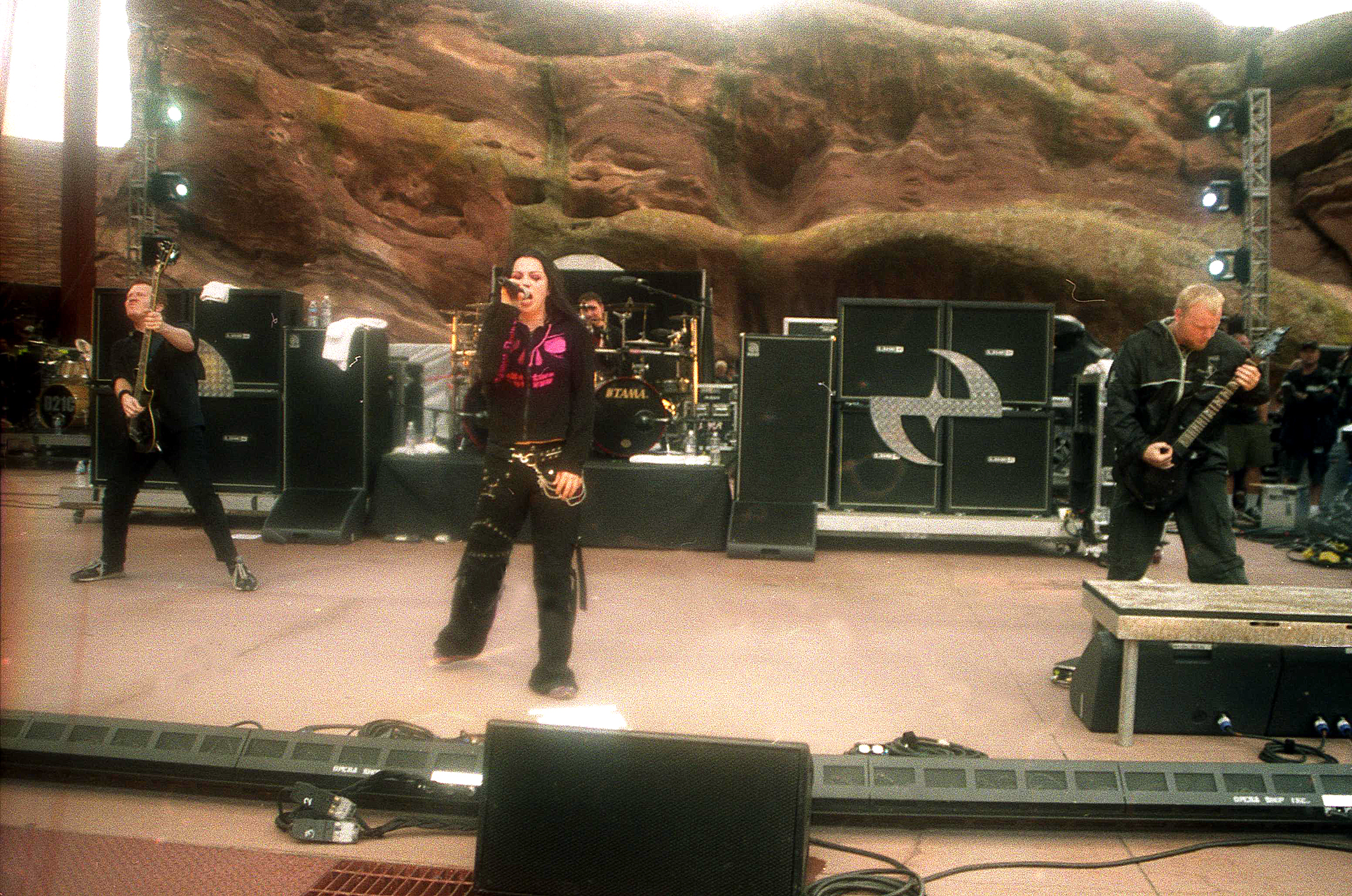
Evanescence tocando en Colorado, en 2003. La alineación incluía a: Amy Lee, Ben Moody, Rocky Gray, John LeCompt y Will Boyd.

Evanescence grabó una considerable cantidad de demos y canciones entre los años 2001 y 2002. Muchas de ellas nunca fueron lanzadas oficialmente en ningún disco, aunque después pudieron ser descargadas a través de Internet, ya que esto ha sido permitido por el grupo. En febrero de 2001, el grupo firmó un contrato con la discográfica Wind-up Records para la grabación de su álbum debut, Fallen, la cual iniciaría en verano de 2002. En noviembre de ese mismo año, tras finalizar la grabación de Fallen, el teclista David Hodges decidió abandonar la banda debido a su intención de orientar la música del grupo a un ámbito cristiano. Tras retirarse, Hodges creó su propio proyecto de rock cristiano, Trading Yesterday.
Por esa época, Rocky Gray (batería), John LeCompt (segundo guitarrista) y Will Boyd (bajista) pasaron a completar la formación definitiva de la banda. Aunque los dos primeros colaboraron como compositores en dos temas del álbum Fallen, no participaron directamente en las sesiones de grabación. El vídeo del primer sencillo de Evanescence, «Bring Me to Life», fue grabado en Rumania y brindó un gran éxito a la banda y a su disco Fallen, que logró vender en solo un año siete millones de copias. Fallen fue lanzado el 4 de marzo de 2003 y obtuvo siete discos de platino solo en los Estados Unidos, vendiendo catorce millones de copias en todo el mundo durante 2003 y 2004, y convirtiéndose en uno de los ocho álbumes que ha permanecido más de un año en el top 50 de la revista Billboard. Fallen permaneció en el Billboard Top 10 durante 43 semanas y ha sido certificado 7x platino. Hasta la fecha, Fallen ha vendido más de 17 millones de copias alrededor del mundo.
Inicialmente promocionada en tiendas cristianas, la banda afirmó que no deseaba ser considerada como parte del género rock cristiano. El presidente de Wind-up Records, Alan Meltzler, emitió un comunicado de prensa en abril de 2003 pidiendo que la música de la banda fuera retirada de los puntos de venta cristianos. Durante una entrevista en 2003 con Entertainment Weekly, Moody mostró su descontento por sus altas posiciones en las tablas cristianas. Esto pareció ir en contra de algunas declaraciones que había expresado anteriormente, manifestando su agradecimiento a Dios. Esto generó críticas a la banda por parte de la comunidad cristiana. El gerente de la distribuidora de música cristiana Provident, Terry Hemmings, dijo que la banda estaba al tanto de que el álbum Fallen se vendería en tiendas cristianas. El teclista David Hodges dejó la banda tras esa controversia. Cuando la revista Billboard preguntó a Amy Lee en 2006 sobre si la banda era cristiana, ella respondió que todo eso ya había pasado y que era «cosa de Moody».
Mientras Evanescence promocionaba Fallen, la compañía de videojuegos Nintendo ofreció a la banda el encabezamiento del Nintendo Fusion Tour. Se aceptó la oferta y se convirtieron en la banda principal del Fusion Tour de 2003.
En contraste con el éxito comercial que experimentaba, la banda sufría una seria crisis interna que comprometió su existencia. Moody, cofundador del grupo, quien había sido compañero sentimental de Amy Lee durante algunos años, debido a diferencias creativas y constantes rencillas, decidió abandonar repentinamente Evanescence el 22 de octubre de 2003 durante la gira por Europa. El representante de la banda declaró que el futuro de Moody en relación con la banda no estaba claro. Aquella no era la primera vez en ese año que Moody tenía problemas, pues en junio de 2003, el grupo tuvo que cancelar una serie de shows en Alemania debido a que el guitarrista se enfermó. En una entrevista realizada varios meses después, Amy Lee declaró que habían llegado hasta un punto en el cual, si algo no cambiaba, no podrían hacer un segundo álbum. Lee siguió con el grupo y con el apoyo del resto de los integrantes continuó la gira que realizaban. Evanescence continuó como cuarteto hasta enero de 2004, cuando Terry Balsamo (exguitarrista de Limp Bizkit y Cold) fue invitado a unirse al grupo como sustituto de Moody.

### Anywhere but Home(2004)

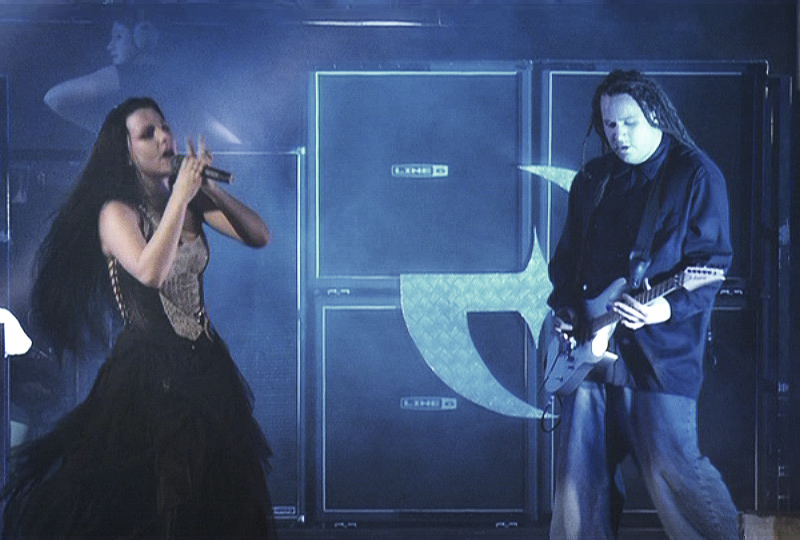
Evanescence tocando en un concierto en Le Zenith, París en 2004, el cual está incluido en Anywhere but Home.

Durante 2004, la banda continuó de gira hasta el 15 de agosto, dando un último concierto en el pueblo natal de la banda. La gira promocional de Fallen duró alrededor de un año y ocho meses. A finales de 2004, poco después de que se le otorgara el sexto disco de platino a Evanescence, lanzaron el álbum en vivo Anywhere but Home, que contiene un concierto de la banda en Le Zenith, París y una hora de «Detrás de Cámaras» (Behind The Scenes). Asimismo, incluye un tema inédito, «Missing», que se convirtió en un sencillo para la radio. Anywhere but Home vendió 1 millón de copias en todo el mundo y marcó un récord de ventas. A partir de este momento, la banda entró en un hiato creativo. Mientras John LeCompt y Rocky Gray se dedicaban a proyectos paralelos a Evanescence como Mourningside y Machina, Amy Lee y Terry Balsamo se dedicaron a componer los temas que formaría el segundo álbum de estudio de Evanescence.
En diciembre de 2004, Trevin y Melanie Skeensm, quienes habían comprado el álbum para su hija de 13 años de edad, demandaron a Wal-Mart tras haber escuchado la palabra «fuck» en la canción «Thoughtless», un cover de Korn. La demanda afirmaba que a pesar de que el álbum contenía esta mala palabra, no había una indicación de «Parental Advisory» o aviso para padres. También afirmaban que el álbum violaba la política de Wal-Mart de no vender música con contenido explícito y que la compañía debía estar al tanto de este problema debido a que una muestra gratis de esta canción estaba disponible en la página web de Walmart. La demanda fue resuelta por una orden del tribunal, que ordenó que las personas que compraron el álbum en el Wal-Mart de Maryland puedan recibir un reembolso por su compra.

### The Open Door(2006-2009)

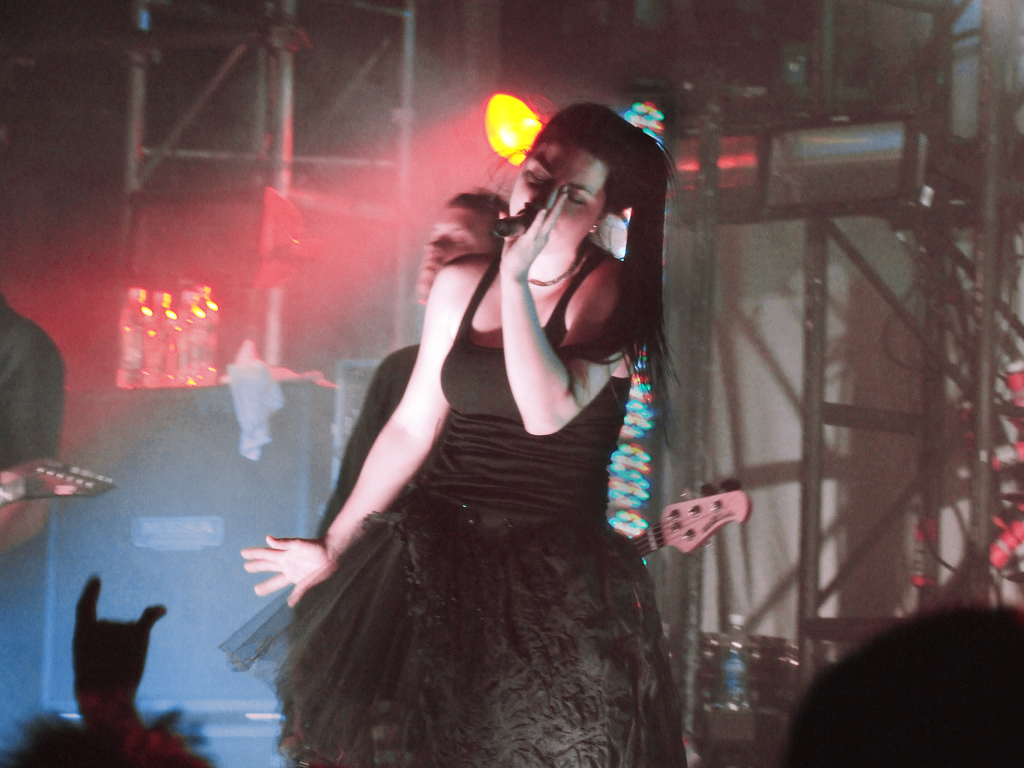
Evanescence en un concierto para promocionar The Open Door, en 2006.

El 14 de julio de 2006 fue confirmada la partida de Will Boyd, el bajista de la banda desde junio de 2003, por un vocal de Wind-up Records debido a que no quería participar en otra gran gira y por su deseo de mantenerse cerca de su familia. Lee lo confirmó a través del foro de admiradores independiente EvBoard en un mensaje dirigido a los admiradores y afirmó que su partida no afectaría a la banda a pesar de la molestia de buscar y contratar un reemplazo para Boyd. Durante una entrevista con MTV, Amy Lee anunció que Tim McCord, exguitarrista de Revolution Smile, se uniría a la banda para convertirse en el nuevo bajista titular.
La producción del nuevo álbum de la banda progresó lentamente por diversas razones, incluyendo el deseo de Amy Lee de maximizar el proceso creativo y no precipitar la producción, proyectos de otros miembros de la banda, el derrame cerebral sufrido por Terry Balsamo en noviembre de 2005 y conflictos legales con el anterior mánager de la banda. Pese a que Lee declaró en el foro EvBoard que el nuevo álbum de Evanescence no estaría completo hasta marzo de 2006, la fecha de lanzamiento sería pospuesta debido a que Wind-up Records quería hacer ciertos cambios al primer sencillo del álbum «Call Me When You're Sober».
Para promover el lanzamiento del segundo álbum de la banda, The Open Door, Amy Lee y Troy McLawhorn visitaron diversas ciudades en Europa. Las presentaciones se realizaron en Londres, Inglaterra, el 6 de septiembre de 2006; Barcelona, España, el 8 de septiembre; y París, Francia, el 11 de septiembre. En las presentaciones, algunas canciones del nuevo álbum se presentaron en público para un reducido grupo de personas, algunas de ellas ganadoras de diversos concursos y Lee con LeCompt tocaron canciones acústicas del álbum, acompañados de un chelo, antes de ceder la palabra a preguntas de sus admiradores. El 2 de octubre de 2006, el día anterior al lanzamiento del álbum en los Estados Unidos, Evanescence apareció en el programa Late Night with Conan O'Brien y tocaron la canción «Call Me When You're Sober». La banda también pasó tiempo en la ciudad de Nueva York para las conferencias de prensa y una sesión fotográfica para la revista Metal Edge.
The Open Door salió a la venta en Canadá y en los Estados Unidos el 3 de octubre de 2006, en el Reino Unido el 2 de octubre y en Australia el 30 de septiembre. El álbum vendió 447 000 copias en los Estados Unidos en su primera semana de ventas y obtuvo el primer lugar en el Billboard 200, siendo el 700 #1 debut en la historia de Billboard.
Los sencillos del álbum fueron "Call Me When You're Sober", "Lithium", "Sweet Sacrifice" (con el que obtuvieron una nominación al Grammy) "Good Enough", y "Weight Of The World" (solo para Colombia y Venezuela).
El álbum progresó lentamente por diversas razones, incluyendo el deseo de Amy Lee de maximizar el proceso creativo, los proyectos paralelos de otros miembros de la banda, la enfermedad del guitarrista Terry Balsamo, y la controversia por la pérdida de su antiguo mánager. Aunque Lee dijo en EvBoard que el nuevo álbum estaría completo para marzo de 2006, el lanzamiento fue pospuesto para el 3 de octubre del mismo año, supuestamente porque «Wind-up Records quería hacer algunos cambios al nuevo sencillo "Call Me When You're Sober"». El video musical de «Call Me When You're Sober» fue filmado en Los Ángeles y está basado en el cuento de hadas Caperucita Roja.
Amy Lee confirmó que había escrito una canción para la película The Chronicles of Narnia: The Lion, the Witch and the Wardrobe, producido por Disney, pero fue rechazado debido a su «oscuro» sonido. Lee, sin embargo, dijo que esto era «más buen material para el álbum». Otra canción que fue escrita para la película de Narnia que fue editada para The Open Door es «Lacrymosa», inspirada en el réquiem de Mozart, aunque la gente detrás de la producción de Narnia, afirmaron que nunca le pidieron a Lee que realizara canciones para la película.
El tour para The Open Door empezó el 5 de octubre de 2006 en Toronto e incluyó paradas en Canadá, los Estados Unidos y Europa durante ese año. Este primer tour continuó el 5 de enero de 2007, e incluyó paradas en Canadá (junto a la banda Stone Sour), en Japón donde Amy lee estuvo en una entrevista para la revista japonesa Fool's Mate junto a Mana-Sama líder y guitarrista de la banda japonesa de metal gótico Moi dix Mois, y Australia (junto a la banda Shihad). Como parte del tour, Evanescence tocó el 15 de abril de 2007 en el festival argentino Quilmes Rock 07, junto con Aerosmith, Velvet Revolver y otras bandas famosas locales. También co-encabezaron el Family Values Tour 2007 junto a Korn y otras bandas. La banda cerró su tour europeo con un concierto en Ra'anana, Israel el 26 de junio de 2007 y terminó el tour del álbum el 9 de diciembre de 2007. Hasta la fecha The Open Door ha vendido más de 5 millones de copias en el mundo.

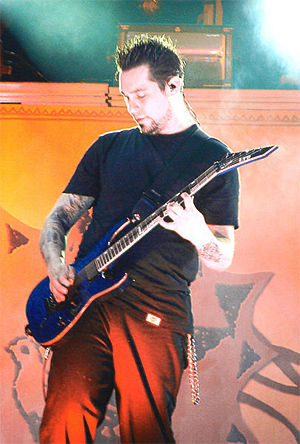
John Le Compt tocando en un concierto de Evanescence el 21 de abril de 2007.

El viernes 4 de mayo de 2007, John LeCompt anunció que fue despedido de Evanescence, y también confirmó que el batería Rocky Gray había decidido renunciar en solidaridad con LeCompt. Ambos músicos escribieron en sus páginas de MySpace mensajes confirmando estas noticias. El 6 de mayo, una declaración de Amy Lee fue publicada en el sitio oficial de la banda, confirmando que la gira no se cancelaría y que «la banda seguía viva». En su página de MySpace, LeCompt declaró que Lee lo llamó a su móvil para despedirlo, y no había recibido ninguna advertencia ni se había negociado anteriormente. Gray luego declaró en su blog de MySpace que había recibido una orden de la discográfica, Wind-up Records, por la cual él no podía discutir las razones de su partida. Según declaraciones de LeCompt y Gray, ambos exmiembros se concentrarán en su grupo Machina, liderado por Chris Long.
Después de esta separación, el 17 de mayo, Wind-up Records publicó un comunicado de prensa confirmando que dos miembros de la banda Dark New Day, el baterista Will Hunt y el guitarrista Troy McLawhorn, se unirían a la banda para reemplazar a Gray y a LeCompt respectivamente. Sin embargo, Lee escribió un mensaje en el foro EvThreads.com diciendo que solo «Se unirían Will y Troy por un tiempo» y que ellos no abandonarían Dark New Day. Hunt y McLawHorn estarán de gira con Evanescence hasta septiembre de 2007 para terminar el Family Values Tour.

### Evanescence(2010-2012)
El 22 de enero de 2010, Evanescence anunció la salida de su canción «Together Again», la cual fue grabada durante la era de The Open Door, pero no fue incluida en dicho álbum, ya que, según Amy, no pertenecía y no encajaba en él. Ésta sería la canción de Narnia, pero supuestamente los directores de la película la rechazaron según Amy Lee debido a su «oscuro contenido». Una persona aparentemente cercana a la banda mencionó en EvThreads que esta canción iba a ser incluida como un B-side en el sencillo de «Good Enough», el cual nunca fue producido. Sin embargo, Amy Lee dijo que este fue sólo un error de la discográfica. Lee afirma que «éste era el momento indicado para que «Together Again» saliera a la luz». Esta canción fue destinada a ser parte de la ayuda que recibieron los afectados por el terremoto de Haití. Donando al menos $5 a través de la página de Fundación de Naciones Unidas se podía obtener la canción. Posteriormente, se podría seguir consiguiendo legítimamente en iTunes, por ejemplo. Adicionalmente, en dicha página anunciaron que la banda comenzaría a grabar su tercer álbum de estudio el 22 de febrero, y sería lanzado a la venta a principios de otoño (del hemisferio norte) de 2010. La canción se ubicó en la décima posición de la lista de iTunes de canciones de rock más descargadas en 24 horas.
Las novedades para el nuevo álbum fueron conocidas a fines de 2009 y a lo largo de 2010. En una publicada en el sitio web oficial de Evanescence durante junio de 2009, Amy Lee dijo que la banda estaba en proceso de escribir nuevo material para el próximo álbum, el cual sería lanzado en 2010. Ella mencionó que la música sería una evolución de trabajos anteriores y sería «mejor, más fuerte e interesante».

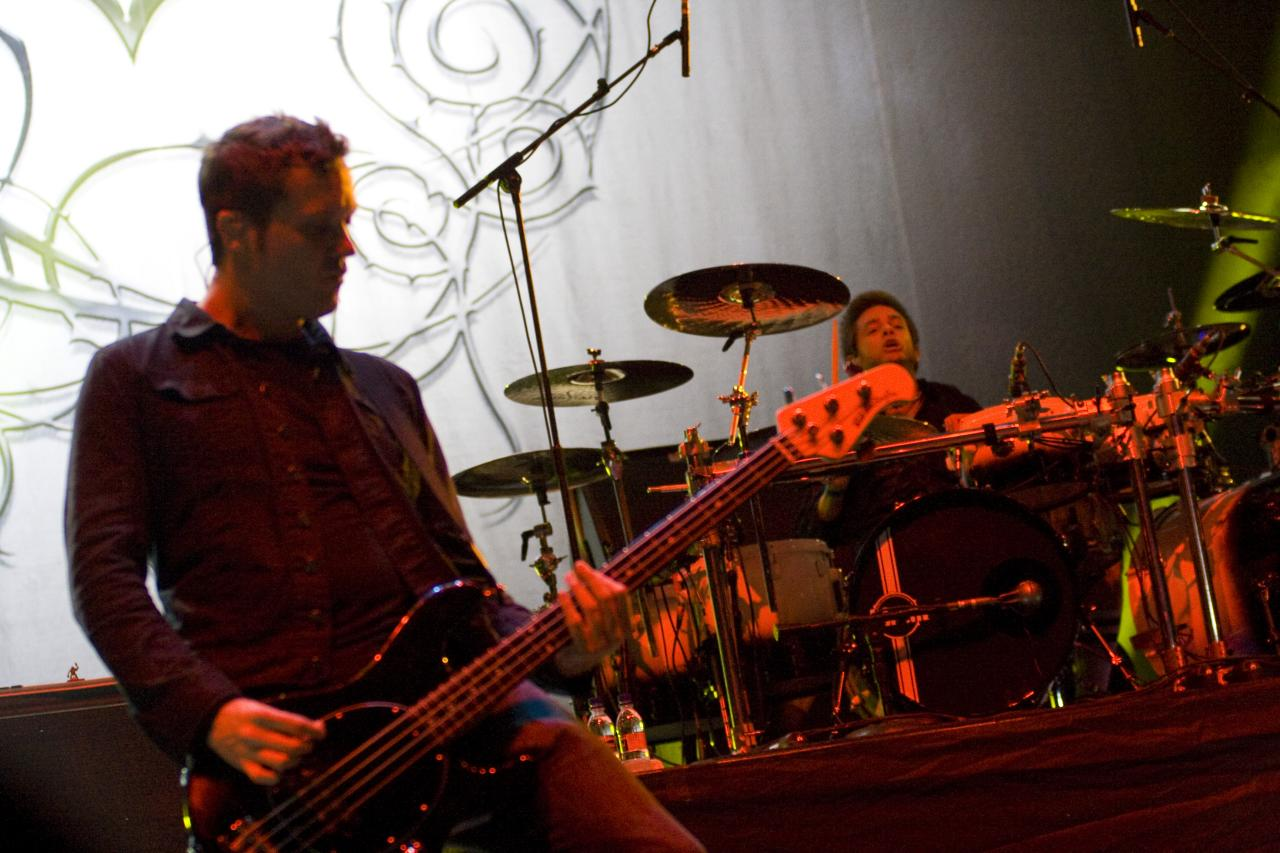
Tim McCord y Will Hunt en Brasil, 8 de noviembre de 2009.

La banda sin Troy McLawhorn quien estaba trabajando con Seether; reemplazado por James Black de Finger Eleven) tocó en un «"concierto secreto» en el Manhattan Center Grand Ballroom en Nueva York el 4 de noviembre con Civil Twilight, otra banda de Wind-Up. Las entradas para el concierto se vendieron en cinco minutos. Este concierto fue interpretado como un calentamiento para la presentación de la alineación de la banda en el Maquinária Festival en São Paulo, Brasil, el cual tomó lugar el 8 de noviembre. Este sería el último show que darían antes de enfocarse completamente en la concepción del nuevo disco

El 22 de febrero la banda comenzó con las grabaciones del álbum, el cual sería producido por Steve Lillywhite. Will "Science" Hunt se unió a la banda para hacer unos trabajos en la batería mientras que Hunt regresó la banda decidió traer de nuevo a David Campbell, quien previamente había trabajado en The Open Door para manejar arreglos de cuerda. También se dio a conocer que Questlove haría trabajos especiales de percusión en el álbum. El 13 de junio Amy Lee publicó en su Twitter que Troy volvería a la banda para estar en gira mundial y Amy Lee dio fecha de que el nuevo disco se publicara el 4 de octubre de 2011.
En cuanto a la dirección que la banda tomaría con este nuevo álbum, Amy Lee dejó bien en claro que la música que estaban haciendo en el estudio había evolucionado mucho. Dijo estar influenciada por bandas y artistas diferentes a sus pasadas inspiraciones y que llevaría su nuevo trabajo a otro nivel. La dirección tomada sería la de la música electrónica. Incluso aseguró que no necesitaron instrumentos "no sintéticos" (exceptuando su voz) para la creación de algunos temas. Frente a tales declaraciones, muchos fanes se incomodaron al saber que el sonido de la banda cambiaría de tal forma. No obstante, Lee declaró que el sonido sí podría cambiar, pero que la esencia de su música permanecería: "No sería un álbum de Evanescence si no sonara un poco como Evanescence", declaró la cantante.
En un comunicado de prensa de la discografía Wind-Up Records, la banda volverá a entrar en el estudio el lunes 11 de abril con el productor Nick Raskulinecz, quien ha sido productor musical de bandas como Alice in Chains y Foo Fighters, para continuar trabajando en su tercer álbum. El álbum se confirmó oficialmente para otoño de 2011 (primavera, hemisferio sur). En el momento en que la banda comenzó a grabar, el álbum estaba destinado a ser lanzado entre septiembre y diciembre de 2010. Sin embargo, el 21 de junio, Lee anunció en EvThreads.com que Evanescence había dejado temporalmente el estudio para trabajar sobre el contenido lírico del álbum y «tener la cabeza en el espacio creativo». Amy también indicó que la discográfica atravesaba "tiempos inciertos", lo que podría retrasar aún más la publicación del álbum.
El 7 de octubre se dio a conocer una entrevista proporcionada por Radio Metal a Will Hunt en la cual él explicaba el cambio de rumbo que Amy y los demás habían decidido para la música de Evanescence y lo feliz y ansioso que se encontraba para que todos los fanes pudieran escuchar su nuevo trabajo.
Lee dijo que había sido un año muy duro, pero que aun así creía que había música muy buena creada y que tenía muchas expectativas para 2011. También comentó que se encontraba «en el medio de la nada, en alguna costa del norte de California con Tim y Terry escribiendo canciones y pasándola bien». Esto implicaría que retrocedieron unas etapas en la creación del álbum, ya que volvieron a la fase de composición y no tenían planes cercanos para grabar. Por lo tanto, se confirmó que en 2010 no sucedería mucho más y que quizá 2011 sería el año en que puedan avanzar en la creación del ansiado tercer álbum.El 6 de enero de 2011 se dio a conocer una entrevista de Music Radar a Will Hunt, en la cual habló de todos sus proyectos. Sobre Evanescence dijo que seguían escribiendo y que él colaboraba, entre tour y tour, con dicho proceso de composición. También comentó que espera estar grabando en el estudio a principios de abril cuando finalice la gira de Black Label Society.
El 26 de febrero de 2011, Amy Lee, escribió un post en el foro de EvThreads.com en el que anuncia que la banda ha comenzado oficialmente a grabar su tercer álbum del grupo: «La banda se está juntando esta semana para empezar la pre-producción del nuevo álbum, el día 1 de marzo. Además Will Hunt dijo que ya tenían treinta canciones ya escritas, y que estaban muy emocionados de volver a grabar». Amy Lee reveló tres títulos de canciones las cuales son «Oceans», «My heart is broken» y «Secret Door» en una entrevista a la revista de musical Spin. El 12 de junio de 2011, Amy Lee reveló a través de la cuenta oficial en Twitter, la noticia de que el guitarrista Troy Mclawhorn volvería a Evanescence y a la vez el lanzamiento oficial del nuevo disco.
A través de una entrevista con Kerrang! Magazine el 22 de junio de 2011, Amy reveló que el álbum sería homónimo, es decir, que llevaría por nombre «Evanescence», Amy se refiere a este álbum como «el primer disco real de la banda». Además Lee agrega que las letras son inspiradas en lo real, en lo más profundo de sus corazones, pero que estas no iban a ser alegres. Según esta entrevista el sonido será más flexible, y más evolucionado que en los años anteriores. El 11 de julio de 2011, Amy Lee en una entrevista de MTV reveló el sencillo de una canción de su nuevo álbum, llamado «What You Want». También, el 13 y 15 de julio fueron revelados otros fragmentos de la entrevista de MTV news, dando a conocer otras dos canciones, llamadas "The Other Side" y "Lost in Paradise".
El Evanescence Tour comenzó el 17 de agosto de 2011, con un espectáculo en el War Memorial Auditorium de Nashville. La banda entonces realizó en el Rock on the Range en Winnipeg el 20 de agosto de 2011, y en el Rock in Rio el 2 de octubre junto a los Guns N' Roses y System of a Down. Después de una serie de eventos en América del Norte, la banda viajó a Europa en noviembre para hacer una gira con entradas agotadas en el Reino Unido, Alemania y Francia, con el apoyo de la banda Pretty Reckless y ME. Evanescence actuó en el concierto del Premio Nobel de la Paz el 11 de diciembre de 2011, donde interpretaron "Lost in Paradise" y "Bring Me to Life", antes de comenzar su nueva gira en América del Norte. En febrero de 2012 estuvieron de gira en Japón con Dazzle Vision, y en el mismo mes se realiza en otros países del sudeste asiático. En marzo de 2012 la gira de la banda comenzó em Australia y Nueva Zelanda con Blaqk Audio. Entre abril y julio de 2012, Evanescence recorrió Europa y América del Norte, con paradas adicionales en África y el Medio Oriente. Entrando en octubre comenzaron su gira por América del Sur y América central, la banda ofreció conciertos en Brasil, Argentina, Costa Rica, Perú, Chile, Colombia y Paraguay, finalizando el Tour con cuatro conciertos en Inglaterra.

### Receso y reaparición (2013-2015)
En octubre de 2013, Wind-up Records vende parte de su catálogo de artistas, entre ellos Evanescence y sus grabaciones originales, para Bicycle Music Company. La empresa hermana de Concord Music Group comercializó el catálogo. El 3 de enero de 2014, se anunció que Amy Lee había presentado una demanda contra la discográfica Wind-up Records, en busca de una recaudación económica de $ 1.5 millones en regalías no pagadas debidas a la banda. En marzo de 2014, a través de su cuenta de Twitter, Lee anunció que ella y Evanescence tendrían su propio sello discográfico y serán artistas independientes.
El 7 de agosto de 2015, la banda anuncia la marcha del guitarrista Terry Balsamo, así como la llegada de Jen Majura, bajista de la banda alemana Equilibrium. La banda y Balsamo mantienen sus buenas relaciones y se han reencontrado en diversas ocasiones. Se cree que la partida de Balsamo podría deberse a motivos de salud.
El 22 de agosto de 2016, durante una entrevista realizada por la revista estadounidense Rolling Stone, Amy Lee anunció que Evanescence llevaría a cabo una gira por el país, en donde harían un recorrido por los grandes éxitos de la banda.
Este recorrido, llamado Fall Tour (compuesto por 16 fechas), pasó por varios estados norteamericanos, como Texas (dando comienzo a la gira, en Dallas, el 28 de octubre), Oklahoma, Los Ángeles, Alabama, Carolina del Norte, Carolina del Sur, Maryland, Nueva Jersey y Nueva York (finalizando el tour el 23 de noviembre, en Huntington).
En Internet, durante un largo tiempo, se rumoreaba que la banda lanzaría al mercado nuevo material discográfico. Incluso se había filtrado una imagen, pero toda sospecha fue descartada cuando se retiraron todas las notas de la web.
El 13 de septiembre de 2016, Evanescence anunció, en su página oficial, que los rumores eran ciertos salió a la venta el 9 de diciembre del mismo año, una caja con un vinilo, titulado The Ultimate Collection que contiene una nueva versión de "Even in Death", una canción que apareció por primera vez en Origin. El set fue lanzado el 9 de diciembre de 2016. Durante una entrevista con Loudwire, Lee declaró "hay Evanescence en el futuro" y que había habido trabajo en otra canción pre-Fallen que se lanzaría más tarde. El 18 de febrero de 2017, un álbum recopilatorio titulado Lost Whispers estuvo disponible para su descarga en Spotify, iTunes y Anghami. Contenía la canción "Even in Death", versiones anteriores de B-sides, las cuatro pistas bonus de la edición de lujo de Evanescence, y la nueva canción "Lost Whispers".
Debido a un retraso por parte del fabricante de los vinilos, se tuvo que postergar la fecha hasta enero de 2017. A cambio, para compensar dicho error, Amy Lee publicó en la página web de la banda que firmaría un póster exclusivo para cada persona que estuviera entre los primeros 400 pre-pedidos y que éstos fueran de entrega inmediata, para, según ella, "poder compensar la tardía y tener un regalo para las navidades".

### Synthesis(2017-2018)
A mediados de diciembre de 2016, Evanescence anunció, a través de su cuenta de Facebook, el regreso de la banda a Sudamérica. En la misma se confirman 3 fechas de conciertos en Brasil: Brasilia (20 de abril de 2017), Río de Janeiro (22 de abril) y São Paulo (23 del mismo mes).
Más adelante, también por medio de su cuenta de Facebook, revelaron otra fecha del nuevo tour: Argentina (2 de mayo de 2017).
A principios de enero, la banda anunció su presentación en Chile, el día 4 de mayo en el estadio Movistar. A finales de mes se confirma que, por primera vez, Evanescence se presentaría en Ecuador, el día 27 de abril. Por último, a mediados del mes de marzo, se reveló la participación del grupo en el Festival «Vivo X El Rock 9», en Perú, encabezando el evento junto a otros artistas reconocidos como Korn, Molotov, Vanilla Ice, entre otros. El concierto se realizó el día 29 de abril.
Aparte, la banda anunció, en su página oficial, la próxima gira que realizarán: tour europeo. El mismo está conformado por 18 fechas, en donde recorrerán diferentes países europeos como Suiza, Reino Unido, Bélgica, Polonia, Alemania, etc. También darán 2 conciertos en Rusia, el día 23 (St. Petersburg) y 24 de junio (Moscú).
La finalidad de estos Tours es la recaudación de fondos para el desarrollo del nuevo material discográfico que la banda anunció a finales de 2016. A lo largo de la gira sudamericana, Amy Lee ha ido presentando diferentes datos respecto al tema, revelando que, además de un cuarto álbum «tradicional», estrenarán previamente un proyecto que promete ser "totalmente innovador, diferente":

Estamos trabajando en un nuevo proyecto especial en este momento, todavía no lo hemos anunciado por completo, pero estoy muy emocionada, es algo diferente. Podrán ver y escuchar y ver a Evanescence de una nueva manera. Estamos muy emocionados por esto. También tenemos planes de hacer un álbum completo de Evanescence después de esto.
Amy Lee - Conferencia de Prensa "El Recreo", Ecuador 2017.

El día 10 de mayo de 2017, Evanescence reveló, a través de un vídeo publicado en su cuenta oficial de Facebook, en qué consiste el nuevo proyecto en el cual han estado trabajando por varios meses: un álbum sinfónico.
En una publicación de Facebook, Lee reveló que el nuevo álbum se titula Synthesis. Según Lee, el álbum será una pieza orquestal que contiene instrumentos como el latón y otros elementos orquestales. También reveló que David Campbell, que trabajó en todos los álbumes anteriores de la banda, volvería a componer para el nuevo proyecto. Lee dijo que el álbum es sobre "orquesta y electrónica", y que la banda está tomando canciones seleccionadas de sus álbumes anteriores y eliminando las guitarras, reconstruyéndolos en un arreglo clásico que recuerda una banda sonora. El álbum también contendrá dos nuevas canciones originales. La primera sesión de grabación para Synthesis tuvo lugar el 23 de mayo de 2017, y se lanzó una nueva versión de "Bring Me To Life" como sencillo el 18 de agosto. El 15 de agosto, la banda anunció que la grabación de Synthesis estaba en sus etapas finales. Evanescence realizará una gira con una orquesta completa a finales de 2017 en apoyo del álbum, y las entradas se pusieron a la venta a partir del 18 de agosto. La banda estará de gira por los Estados Unidos. El 14 de septiembre de 2017, se lanzó oficialmente el sencillo "Imperfection".
El 8 de agosto de 2017, Evanescence anunció que, dentro de 2 meses, iban a realizar una gira por distintas ciudades de los Estados Unidos, con motivos de promocionar su 4.º álbum de estudio. Transcurridos algunos días desde esta noticia, publicaron el primer sencillo de Synthesis: "Bring me to Life". Dicha canción, muy reconocida a lo largo del tiempo, se caracterizaba por la presencia de efectos electrónicos y de la orquesta, además de una serie de variaciones en sus coros y estribillos.
Al poco tiempo de la salida de "BMTL", Amy Lee anunció que dentro de un mes revelarían el siguiente sencillo, y que esta sería una de las dos canciones nuevas propuestas para el álbum. Precisamente, el 14 de septiembre del mismo año, Evanescence publicó el sencillo llamado "Imperfection". El mismo cuenta con muchos efectos electrónicos, además de un ritmo ligero, y cuenta con una letra que va destinada a todas aquellas personas que "quieren darse por vencido".
El día 14 de octubre, Evanescence comenzó su gira por Estados Unidos, promocionando su álbum. Este tour consistía en realizar cerca de 28 conciertos en distintos estados del país. Después del primer concierto, llevado a cabo en Las Vegas, Nevada, Amy tuvo que hacer unas aclaraciones en su cuenta de Facebook: 

"Déjenme desglosar esta cosa VIP para ustedes. Para las 40 personas que pagaron por la grada superior en cada espectáculo, pueden vernos ensayar con la orquesta, conseguir un programa firmado por toda la banda, llegar a conocer a la banda y obtener una foto, y los mejores asientos de la casa. Estos boletos son muy caros. Si no quieres todo eso, ¡totalmente genial! Podrías conseguir un boleto normal por menos de $100. Nos encanta conocerte, y ver todas las cosas interesantes que ustedes nos traen a firmar, pero este es un tipo diferente de espectáculo, y se necesita un montón de trabajo y enfoque (y la voz) para ponerlo en cada noche. Así que no te estamos invitando a traer todas tus cosas de casa para que firmemos esta vez. Los 100 programas que firmamos para VIPs cada día son preciosos! Espero que les encante, y sobre todo el gran espectáculo!"
Amy Lee - Página oficial de Facebook - 16 de octubre de 2017.

Lee declaró durante julio de 2018 en WRIF que la banda comenzaría a trabajar en su próximo álbum de estudio.
En agosto de 2018, en plena gira de presentación de Synthesis, Evanescence anunciaba que publicarían un nuevo disco en directo, su segundo DVD oficial desde el lanzado en 2004, Anywhere but Home. El estreno de este doble DVD y CD se produjo el 12 de octubre de 2018, bajo el sello Eagle Rock y dirigido por P.R. Brown. En él, la banda presentaba la grabación de su concierto en el Grand Theater de Connecticut, acompañados de una orquesta sinfónica completa, además de un bonus, el videoclip de "Hi-Lo", en el que aparecen acompañados de la violinista Lindsey Stirling.

### Worlds Collide Tour yThe Bitter Truth(2019-2023)
El 4 de febrero de 2019, la banda lanzó fechas y lugares para una gira de conciertos de primavera/verano en los Estados Unidos 2019. El 17 de septiembre de 2019, Evanescence y la banda de metal sinfónico Within Temptation anunciaron una gira europea conjunta de siete ciudades titulada Worlds Collide Tour programada para abril de 2020. Esta lista de ciudades se fue incrementando hasta terminar el 3 de mayo en Madrid (España), pero sin la presencia de Within Temptation en este último concierto. Sin embargo, la crisis producida por la pandemia de coronavirus de marzo obligó a las bandas a cancelar esta gira de primavera y a aplazarla a otoño de 2020, entre los meses de septiembre y octubre. La gira se pospuso por segunda vez y tendrá lugar en septiembre de 2021.
El 11 de mayo de 2019, Blabbermouth entrevistó a Lee sobre los planes para que Evanescence lanzara un nuevo álbum de estudio en 2020. En un 21 de noviembre de 2019, Reddit AMA, Lee dijo sobre el álbum: "Es oscuro y pesado. Un poco de todo. Definitivamente algunos sonidos a The Open Door pero no en lo mismo".
El 5 de septiembre de 2019, Xbox lanzó un tráiler de lanzamiento del videojuego Gears 5 que incluía una versión de "The Chain" de Fleetwood Mac, con voces atribuidas a Lee. Una versión completa de la canción fue lanzada por Evanescence el 22 de noviembre de 2019, y presenta voces de respaldo de los otros miembros de la banda. El 9 de enero de 2020 se lanzó un vídeo musical de la canción. La canción de la portada no se incluirá en el próximo quinto álbum de la banda, al final de dicho video musical se aprecia la batería siendo prendida en llamas, esto a referencia de los sucesos ocurridos en el Knotfest Meets Force Fest 2019 en la Ciudad de México, en donde la banda junto Slipknot, se vio obligada a cancelar su presentación en dicho festival debido a problemas con la seguridad del evento, desencadenando una serie de disturbios que concluyeron con el destrozo del inmueble y la batería de la banda siendo prendida en fuego.
A finales de enero, la banda ingresó al estudio con Nick Raskulinecz, quien produjo su álbum homónimo de 2011, para trabajar en tres canciones "pesadas". Luego trabajarán con otro productor en canciones en la línea de The Open Door.
El 17 de abril de 2020, Evanescence anunció a través de sus redes sociales la portada y el nombre de su próximo disco, The Bitter Truth, así como el estreno de su primer sencillo, "Wasted On You". Así, el viernes siguiente se produjo el estreno de la canción, considerada por algunos críticos como "lo mejor que han hecho hasta la época". Unas horas más tarde, también se publicó el videoclip de la canción. Lo peculiar de este vídeo es que fue íntegramente grabado por los cinco miembros de la banda con sus iPhones, cada uno desde su casa, debido al confinamiento necesario por la pandemia de coronavirus. Lee, siendo entrevistada por el portal Blabbermouth, declaró que este no era el primer sencillo que iban a lanzar, pero que la letra de la canción, aun no siendo escrita específicamente sobre este asunto, parecía que encajaba perfectamente con los sentimientos de todo el mundo en ese momento de cuarentena y separación social. Este motivo apresuró a la banda a lanzar tanto la canción como el videoclip, a pesar de no ser un buen momento en lo que a términos de negocio se refiere, para poder darle una alegría a sus fanes.
Con respecto a The Bitter Truth, Amy Lee declaró en varias entrevistas que su intención era sacar la mayoría de las canciones del disco de manera individual, para "poder vivir más en el momento y disfrutar de las canciones al mismo tiempo que nuestros fans". Una vez estuvieran todas lanzadas, se publicaría el disco por completo. Debido a esta crisis, no todo el trabajo se ha podido realizar y la banda desconoce si podrá seguir este plan inicial tal y como lo tenían preparado.
La portada de The Bitter Truth también fue realizada desde la misma casa de Amy con su teléfono, y después editada por Paul Brown, director del videoclip de The Chain o Wasted On You, entre otros.
El 30 de abril de 2020 la banda anunció a través de sus redes sociales el lanzamiento de nuevo merchandising a través de su tienda oficial como apoyo a todo su equipo, que debido a la crisis del coronavirus no podría trabajar. Todo el dinero recaudado de la venta de estos productos se donaría íntegramente para ellos.
El 21 de mayo de 2022 la banda anunció que la guitarrista Jen Majura no continuaría siendo parte de Evanescence y que ambos han decidido tomar caminos diferentes. El 23 de mayo de 2022 la banda anunció en sus redes sociales la nueva alineación de la banda, dejando a Tim McCord como guitarrista luego de estar en el bajo durante 16 años. Adicional a eso, se le dio la bienvenida a la nueva integrante, Emma Anzai de la banda Sick Puppies, quien estaría en el bajo.
En noviembre, Evanescence recibió el premio del Salón de la Fama 2023 de Rock Sound.

### 2024-presente: Sexto álbum de estudio
En septiembre de 2024, la banda reveló que entrarían al estudio para grabar nueva música para su sexto álbum de estudio en noviembre de 2024. El 27 de marzo de 2025, lanzaron la canción "Afterlife" para el anime de Netflix Devil May Cry. El 9 de mayo, Lee se asoció con la cantante Halsey para un dueto en "Hand That Feeds", en promoción para la película spin-off de John Wick de 2025, Ballerina. Además, la banda lanzó "Fight Like a Girl" con la cantante estadounidense K.Flay, que aparece en los créditos finales de la película.

## Estilo musical e influencias
Los críticos califican a Evanescence como una banda de rock o metal, pero la mayoría los identifican como banda gótica. Publicaciones de The New York Times, Rough Guide y Rolling Stone la describen como una banda de metal gótico, mientras que otros sitios como IGN, Spin y NME las han denominado rock gótico. Han sido comparados con una gran variedad de bandas de diferentes géneros, como la banda nu metal Linkin Park, grupos de metal góticos como Lacuna Coil, y bandas de metal sinfónico como Nightwish y Within Temptation.
David Browne de Blender ofrece una descripción detallada de la música de la banda como "goth Christian nü-metal". Adrien Begrand de PopMatters describe los riffs de guitarra de Evanescence para que sean similares a nu metal. Adrian Jackson, de My Dying Bride, dijo que siente que Evanescence está haciendo algo similar a su propio grupo de metal gótico, solo que en una dirección más comercial. Otros géneros e influencias utilizados para describir el sonido de la banda incluyen rock industrial, metal alternativo, hard rock, rock alternativo, post-grunge y metal progresivo.
En un principio, Evanescence fue promocionado en tiendas cristianas. Más tarde, la banda dejó en claro que no querían ser considerados parte del género de rock cristiano. Terry Hemmings, director ejecutivo de Provident, distribuidor de música cristiana, expresó su desconcierto por la actitud de la banda y dijo: "Ellos entendieron claramente que el álbum se vendería en estos canales [de música cristiana]". Luego de que muchas tiendas cristianas comenzaron a retirar la música de la banda de sus estantes, el presidente de Wind-up Records, Alan Meltzer, emitió un comunicado de prensa en abril de 2003 solicitando formalmente que lo hicieran. En 2006, Amy Lee le dijo a Billboard que se había opuesto desde el principio a la identificación de la "banda cristiana", calificándola de "cosa de Ben".
Evanescence cita a Pantera, Björk, Mozart, Danny Elfman, Tori Amos, Nirvana, Portishead, Nine Inch Nails, Garbage y Plumb como sus influencias musicales.

## Miembros
Artículo principal: Miembros de Evanescence

### Miembros actuales
- Amy Lee - Voz líder, teclados, piano (1994-presente)
- Tim McCord - Guitarra rítmica (2022-presente), Bajo (2006-2022)
- Will Hunt - Batería, percusión (2007-presente, como miembro de apoyo: 2007-2010)
- Troy McLawhorn - Guitarra principal (2015-presente), coros (2011-presente), guitarra rítmica (2007-2015; como miembro de apoyo: 2007-2011)
- Emma Anzai - Bajo, coros (2022-presente)

### Miembros anteriores
- Ben Moody - Guitarra principal (1994-2003), guitarra rítmica (1994-2003), bajo (1994-2002), batería (1994-2002)
- David Hodges - Teclados, piano, coros (1999-2003), batería (1999-2002)
- John LeCompt - Guitarra rítmica, coros (2002-2007, miembro de apoyo: 2002-2003)
- Rocky Gray - Batería, percusión (2002 (miembro de apoyo), 2003-2007)
- Will Boyd - Bajo (2002, (miembro de apoyo) 2003-2006)
- Terry Balsamo - Guitarra principal (2003-2015), guitarra rítmica (2007-2011)
- Jen Majura - Guitarra rítmica, coros (2015-2022)

### Miembros de sesión
- Francesco DiCosmo - Bajo (2002-2003, participó en Fallen)
- Josh Freese - Batería, percusión (2002-2003, participó en Fallen)

## Discografía
- 2003: Fallen
- 2006: The Open Door
- 2011: Evanescence
- 2017: Synthesis
- 2021: The Bitter Truth

## Premios y nominaciones
Evanescence a través de su historia ha sido nominados a diferentes premios, entre los obtenidos se encuentra el premio de mejor nuevo artista en los Grammy por el que fueron galardonados en 2003.

## Giras musicales
- Fallen Tour (2002–2004)
- The Open Door Tour (2006–2007)
- Evanescence Tour (2011–2012)
- Synthesis Live (2017–2018)
- Worlds Collide Tour (2022; planeada originalmente en 2020)
- The Bitter Truth Tour (2021–2023)